# Walter von Tzschoppe
Walter von Tzschoppe (* 24. Juni 1856 in Magdeburg; † 28. April 1917 in Berlin) war ein deutscher Verwaltungsbeamter, Richter und Parlamentarier.

## Leben
Walter von Tzschoppe studierte an der Universität Leipzig. 1874 wurde er Mitglied des Corps Saxonia Leipzig. Nach dem Studium trat er in den preußischen Staatsdienst ein. 1883 wurde er kommissarisches Mitglied des Königlich Preußischen Statistischen Bureaus. 1885 wurde er zum Landrat des Landkreises Uelzen mit Sitz in Oldenstadt ernannt. 1897 wechselte er als Oberregierungsrat zur Regierung in Magdeburg und etwa 1902 zur Regierung in Potsdam. 1906 wurde er zum Oberverwaltungsgerichtsrat an das Preußische Oberverwaltungsgericht in Berlin berufen.
Seit einer Nachwahl saß Tzschoppe von 1890 bis 1902 als Abgeordneter des Wahlkreises Lüneburg 4 (Uelzen) im Preußischen Abgeordnetenhaus. Am 31. März/1. April 1897 schied er wegen seiner Beförderung zum Oberregierungsrat aus dem Parlament aus, wurde jedoch in der erforderlich gewordenen Nachwahl unmittelbar wiedergewählt. Mit seiner Versetzung nach Potsdam schied er am 21. September 1902 endgültig aus. Er gehörte der Fraktion der Freikonservativen Partei an.
Er war ab 17. Mai 1883 mit Ida Clara Adelheid von Steuben (1860–1940) verheiratet. Die Bildhauerin Gisela Boeckh von Tzschoppe war ihre Tochter.

## Schriften
- Beiträge zur Finanzstatistik der Gemeinden in Preußen: die Einnahmen und Ausgaben der preußischen Städte und Landgemeinden, sowie das Sollaufkommen an direkten Staatssteuern, Kreis-, Provinzial-, Schul- und Kirchensteuern in denselben für das Jahr 1883/84, 1884. (Zusammen mit Ludwig Herrfurth)
- Die landwirthschaftliche Unfallversicherung in der Provinz Schlesien, 1888
- Geschichte des Deutschen Reichstags-Wahlrechts, 1890
- Gemeinde-Lexikon des Kreises Uelzen, 1893